# OMV

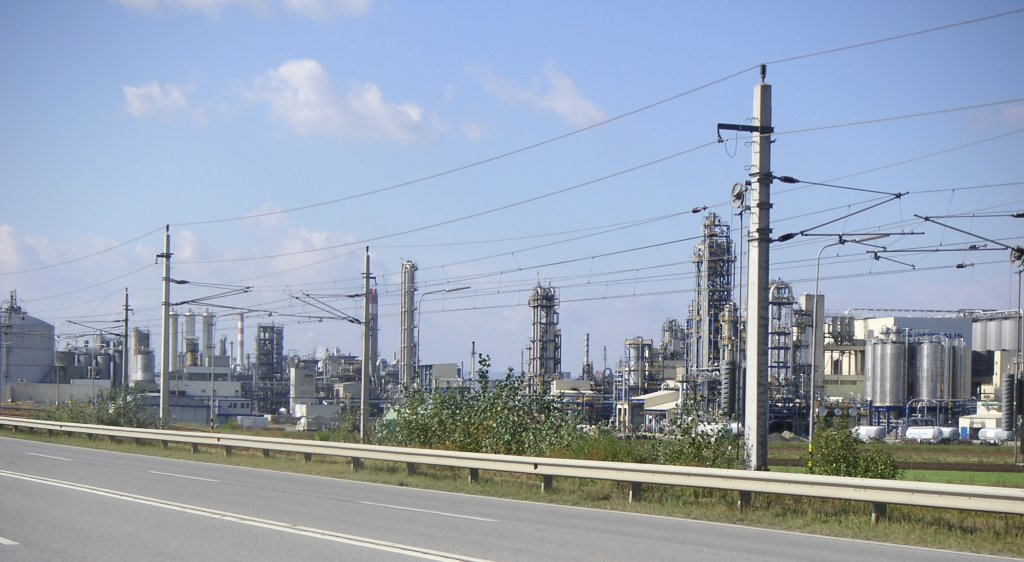
Нафтопереробний завод OMV в Швехаті, поряд з Віднем

OMV (нім. Österreichische Mineralölverwaltung AG) — австрійська нафтова компанія, найбільша в Центральній Європі. Штаб-квартира розташована у Відні.
Фінансує «Північний потік-2».

## Історія
Компанію засновано в 1956 році. У 1985 році компанія почала перший закордонний проєкт у Лівії.
У 2006—2010 роках OMV вела бізнес в Росії: їй належали частки у низці компаній, що мали ліцензії на розвідку і видобуток вуглеводнів в Саратовської області та республіці Комі. У 2010 році компанія позбулася від російських активів.
2024 року компанія розірвала контракт на постачання газу до Австрії з дочірньою компанією Газпрому «Газпром експорт». Причиною стали численні й суттєві порушення зобов'язань з боку «Газпром експорту». Контракт було укладено 2006 року, він мав діяти до 2040-го. 16 листопада 2024 року «Газпром експорт» припинив постачання газу до OMV.

## Злиття та поглинання
У 2004 році придбала OMV 51 % акцій румунської нафтогазової компанії Петром.

## Власники та керівництво
Державна компанія ÖIAG володіє акцій OMV 31,5 %, 50,9 % перебувають у вільному обігу.

## Діяльність
Компанія здійснює розвідку і видобуток нафтопродуктів (на рік 2010) 17 в країнах світу (Центральної Європи, Північної Африки, Близького Сходу, Каспійського регіону, Австралії, Нової Зеландії). Денний видобуток OMV — 317 000 барелів в нафтовому еквіваленті. OMV належать газопроводи протяжністю 2000 км, компанія продає в рік близько 40 млрд кубометрів газу. Запаси компанії складають (разом з румунською Petrom) 1,21 млрд барелів нафтового еквівалента.